# くらの方
くらの方（くらのかた、生没年不詳）は、戦国時代の女性。織田信秀の娘で、織田信長の姉である。

## 生涯
尾張海西郡の有力豪族である大橋重長に嫁いだ女性が、『張州雑志』によれば「信長公ノ御姉ノクラノ御方成」であるという。
『系図纂要』によれば、重長との間には大橋長将が生まれたとする。系図纂要には名がないが、『信長公記』の天正9年（1581年）2月の京都御馬揃えに連枝衆の一人として参加した織田信弌も、くらの方の子に違いないと考えられている。